# 上中駅

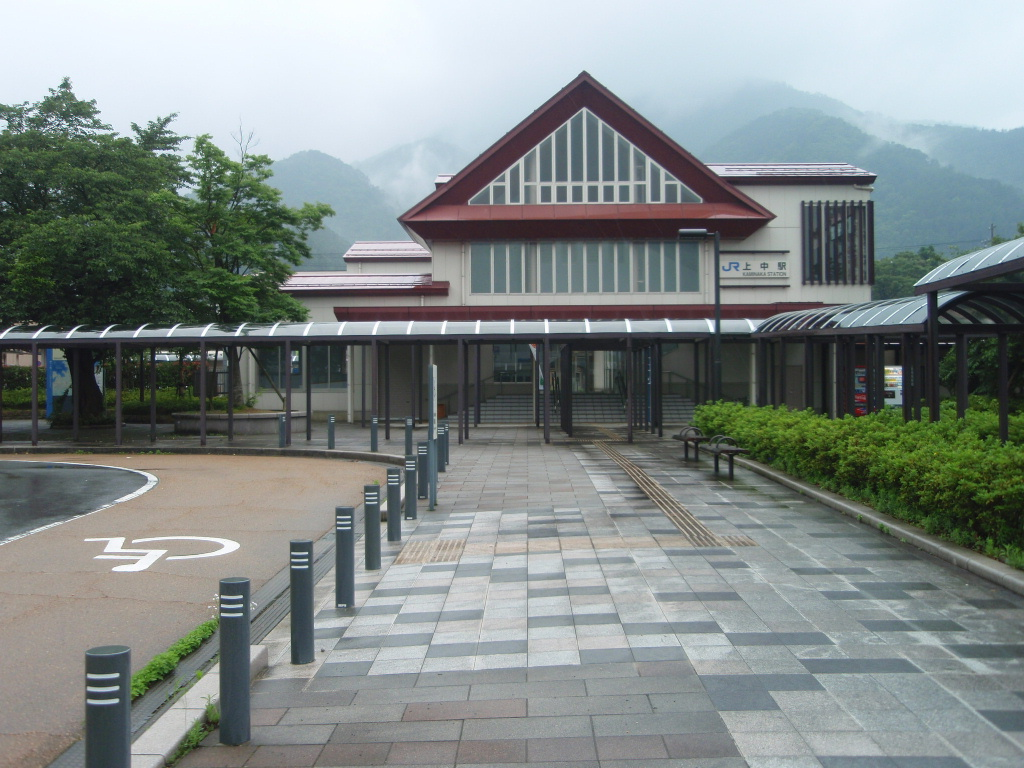
北口（2010年7月）

上中駅（かみなかえき）は、福井県三方上中郡若狭町井ノ口にある、西日本旅客鉄道（JR西日本）小浜線の駅である。

## 歴史
- 1918年（大正7年）11月10日：小浜線の十村駅 - 小浜駅間延伸により三宅駅（みやけえき）として開業[1]。旅客・貨物の取扱を開始[1]。
- 1956年（昭和31年）4月10日：上中駅に改称[1]。
- 1973年（昭和48年）3月15日：貨物の取扱を廃止[1]。
- 1984年（昭和59年）2月1日：荷物扱い廃止[1]。
- 1987年（昭和62年）4月1日：国鉄分割民営化により、西日本旅客鉄道の駅となる[1]。
- 2005年（平成17年）
  - 3月3日：駅舎改築[2]。福井県内の駅で初めてエレベーターを設置[3]。
  - 8月17日：北側駅前広場が完成し、供用開始[3]。
- 2025年（令和7年）3月11日：みどりの窓口の営業を終了[4]。
- 時期未定：簡易委託を解除し、無人化（予定）[5]。

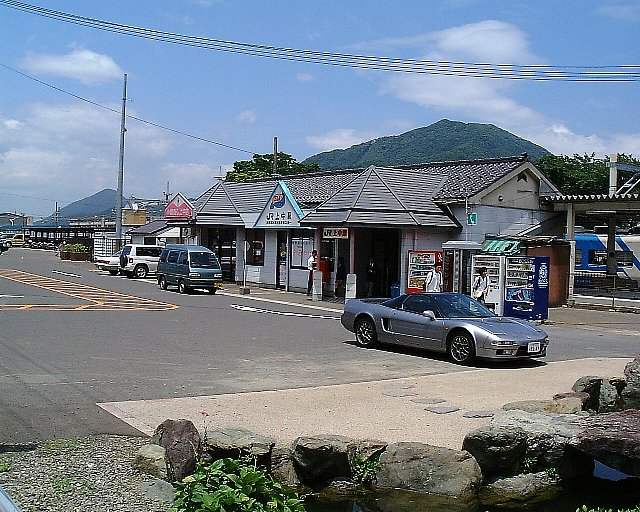
旧駅舎（2002年5月）

## 駅構造
相対式ホーム2面2線で交換設備を有する地上駅。金沢支社が管理し、自治体が窓口業務を受託する簡易委託駅。窓口は上りホーム側に面した南口側に設けられている。簡易委託駅ながらみどりの窓口（e5489サービスによるきっぷの受け取りは不可）も設置されていたが、2025年（令和7年）3月11日に営業を終了し、以降は指定席券類の発売は行なっていない。
駅舎は2005年（平成17年）3月3日に改築された。福井県内の駅では最初にエレベーターが設置された駅である。ワンマンでの乗り降りは無人駅に準ずる。

### のりば
| のりば | 路線    | 方向 | 行先             |
| ------ | ------- | ---- | ---------------- |
| 1      | ■小浜線 | 下り | 敦賀方面         |
| 2      | ■小浜線 | 上り | 小浜・東舞鶴方面 |

付記事項
- 案内標識にはのりば番号の記載がないが、以前は駅掲示時刻表に上記ののりば番号が記載されていた。しかし2008年（平成20年）頃、時刻表からものりば番号に関する記述が抹消されている（当該箇所には代行バス発着場所の案内が張られている）。
- 接近警告機から鳴るメロディは2018年の夏頃まで、下りホームが「村の鍛冶屋」、上りホームが「ローレライ」であった。現在は接近警告機ごと違うものに変更されている。

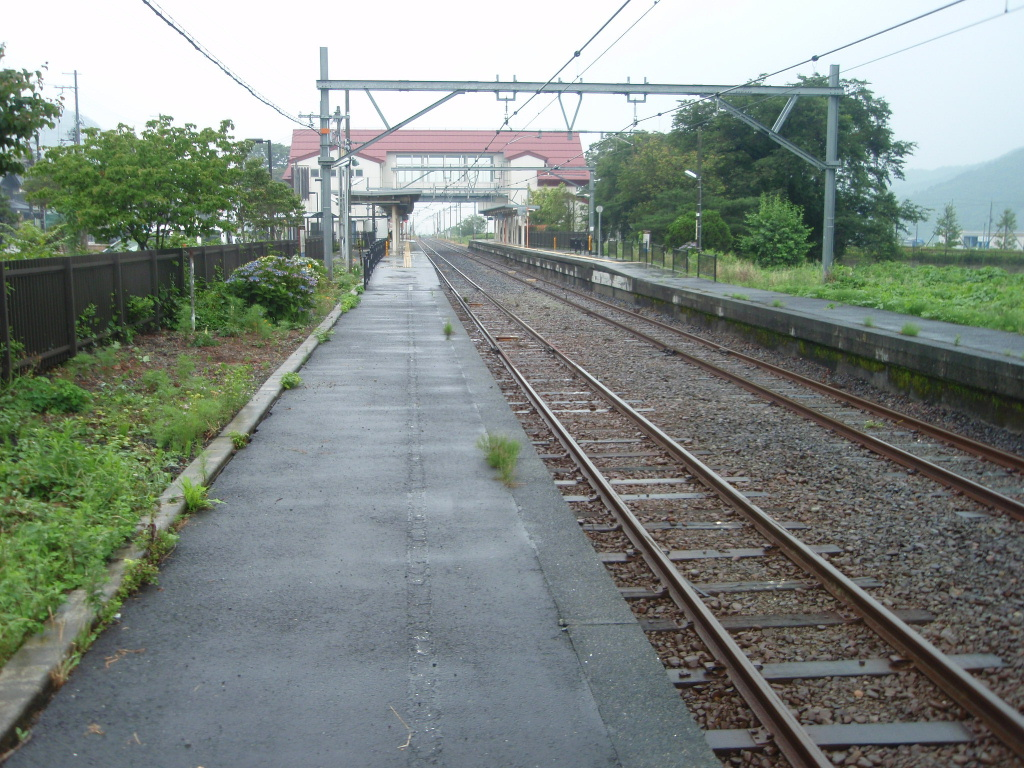
ホーム（2010年7月）

## 利用状況
JR西日本の移動等円滑化取組報告書によると、2023年（令和5年）度の1日平均乗降人員は438人である。
「福井県統計年鑑」によれば、近年の1日平均乗車人員は以下の通り。
| 年度   | 1日平均 乗車人員 |
| ------ | ---------------- |
| 1997年 | 381              |
| 1998年 | 379              |
| 1999年 | 344              |
| 2000年 | 315              |
| 2001年 | 327              |
| 2002年 | 300              |
| 2003年 | 312              |
| 2004年 | 299              |
| 2005年 | 305              |
| 2006年 | 355              |
| 2007年 | 353              |
| 2008年 | 376              |
| 2009年 | 366              |
| 2010年 | 271              |
| 2011年 | 247              |
| 2012年 | 256              |
| 2013年 | 247              |
| 2014年 | 244              |
| 2015年 | 255              |
| 2016年 | 268              |
| 2017年 | 250              |
| 2018年 | 247              |
| 2019年 | 224              |
| 2020年 | 188              |
| 2021年 | 215              |

## 駅周辺

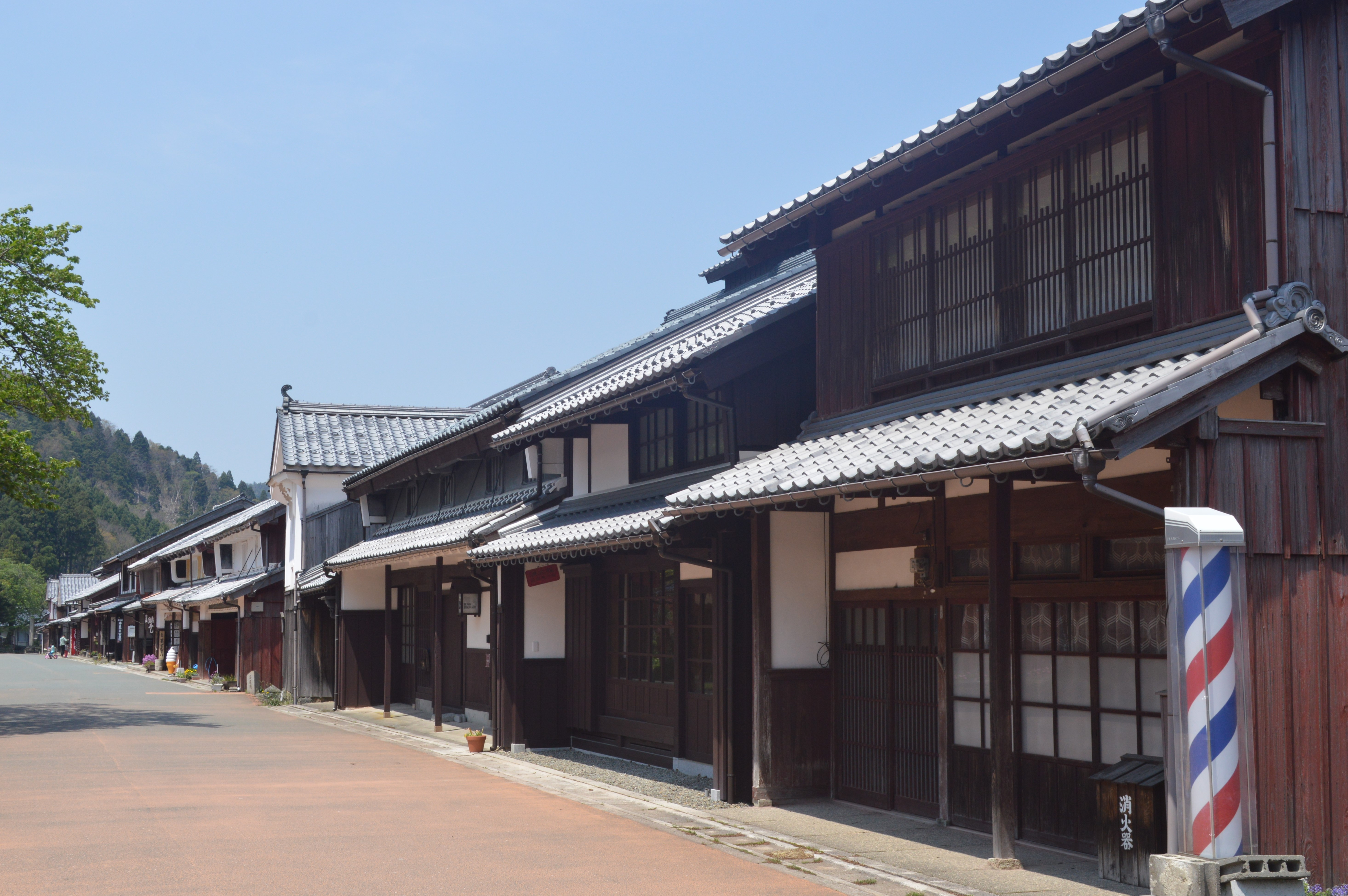
熊川宿の街並み

旧・上中町の中心駅であり、公共施設を中心に市街地が形成されている。福井県最南端の駅で、かつて構想された琵琶湖若狭湾快速鉄道（若狭リゾートライン）は、当駅が起点として計画されていた。若狭中核工業団地（若狭テクノバレー）は駅北側、瓜割の滝は駅西側、熊川宿は駅南東側にあるが、宿場は駅からやや遠い所にある。
- 若狭町上中庁舎
- 上中郵便局
- パレア若狭
- 若狭町歴史文化館
- 三宅区火の見やぐら
- 信主神社
- 天徳寺 (福井県若狭町)
- 若狭町立上中中学校
- 上中体育館
- かみなか農村運動公園[11]
- 国道27号
- 国道303号
- 福井県道22号上中田烏線
- 北川

## バス路線

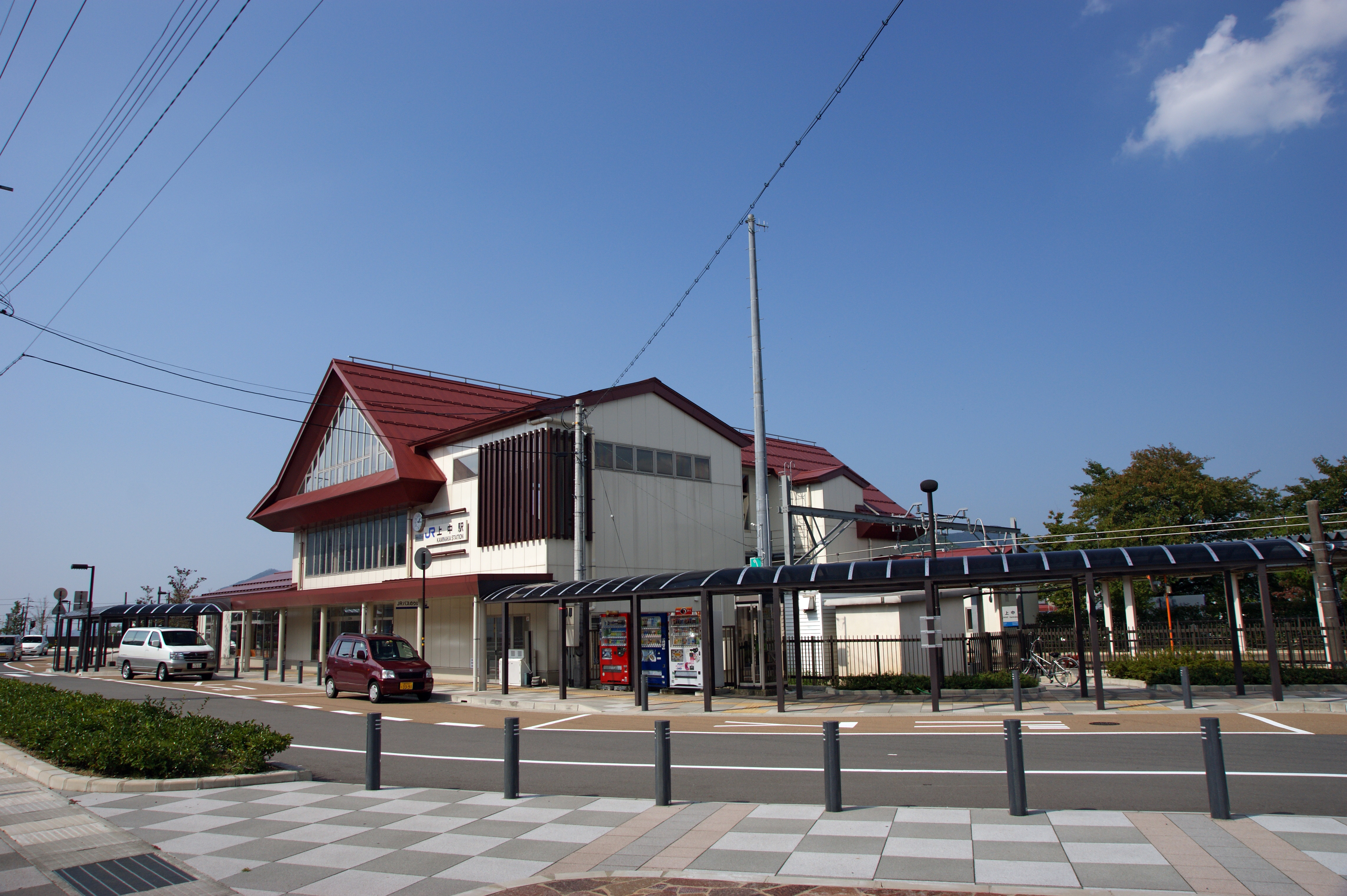
バス乗り場と駅舎（2008年10月）

南口の駅前ロータリー内に「上中」停留所があり、西日本ジェイアールバス若江線（近江今津駅 - 小浜駅）が発着する。

## 隣の駅
西日本旅客鉄道（JR西日本）
■小浜線
若狭有田駅 - 上中駅 - 新平野駅